# Eva Vlaardingerbroek
Eva Lotte Louise Joan Vlaardingerbroek, née le 3 septembre 1996 à Amsterdam, est une commentatrice politique et militante néerlandaise d'extrême droite.
Ancienne membre du Forum pour la démocratie (FvD), évoluant dans les sphères complotistes et identitaires, elle est également décrite comme réactionnaire et antiféministe. Elle est connue pour ses critiques à l'encontre du gouvernement néerlandais sous le premier ministre Mark Rutte. Elle est apparue à plusieurs reprises aux côtés du commentateur conservateur américain Tucker Carlson, affirmant que la crise agricole aux Pays-Bas n'est pas due à la crise de l'azote, mais en suggérant plutôt la théorie du complot du Grand Remplacement, un thème récurrent de l'extrême droite.

## Biographie
Eva Vlaardingerbroek est née le 3 septembre 1996 à Amsterdam d'une mère catholique et d'un père protestant, tous deux travaillant dans l'industrie de la musique classique. Son père, Kees Vlaardingerbroek, est musicologue et ancien directeur artistique de NTR Saturday Matinee, et sa mère enseignante de musique. Elle a un frère cadet.
Son grand-père paternel était un pasteur réformé néerlandais. Elle a été baptisée dans la foi protestante lorsqu'elle était enfant. En avril 2023, son père et elle ont été confirmés dans la foi catholique au sein de l’ordinariat personnel de Notre-Dame de Walsingham, lors d’une cérémonie à l’église Our Lady of the Assumption and St. Gregory à Londres. Elle a choisi le prénom de confirmation Joan en l’honneur de sainte Jeanne d’Arc.

## Éducation et carrière politique
Eva Vlaardingerbroek a grandi à Hilversum et a étudié le droit à l'Université d'Utrecht, où elle a suivi le programme d'excellence Utrecht Law College. Après avoir étudié quelque temps en Allemagne à l'Université Louis-et-Maximilien de Munich et obtenu son diplôme de licence, elle a commencé un master en Encyclopédie et Philosophie du droit à l'Université de Leyde. Elle a rédigé son mémoire sur La contractualisation du sexe à l'ère #MeToo et a terminé son master avec mention.
Pendant ses études, Vlaardingerbroek a rejoint en 2016 le parti politique Forum pour la Démocratie, après sa rencontre avec le chef de ce parti, Thierry Baudet. En 2019, elle a prononcé un discours anti-féministe lors du congrès annuel du parti. La même année, elle effectue un stage de six mois au Parlement européen à Bruxelles auprès de Rob Roos, député européen du parti. Après cette expérience, elle quitte Bruxelles pour travailler à Leyde en tant qu'enseignante-chercheuse, période durant laquelle elle a publié plusieurs articles d'opinion dans Elsevier Weekblad.
En octobre 2020, elle a mis en suspens son poste à l'université ainsi que sa thèse pour se consacrer entièrement à une carrière politique. Le 31 octobre, le leader du FvD, Thierry Baudet, a annoncé que Vlaardingerbroek occuperait la cinquième place sur la liste des candidats du parti pour la Seconde Chambre des États généraux.
Après qu’un différend sur le leadership de Baudet et des propos discriminatoires tenus publiquement par des membres de la branche jeunesse du parti aient éclaté en novembre 2020,, Vlaardingerbroek a annoncé, lors de l'émission Goedemorgen Nederland sur WNL le 26 novembre, qu’elle s’opposait à Baudet. Plus tard dans la journée, elle a publié avec Joost Eerdmans, Annabel Nanninga et Nicki Pouw-Verweij une déclaration commune annonçant leur départ du parti. Cela marqua la fin de sa carrière politique à ce moment-là. 
Elle se lance alors dans une activité d'influenceuse. Elle tire ses revenus des dons et achats d'objets à son effigie par ses nombreux followers. Elle fait aussi la promotion de T-shirts affichant des slogans.
En avril 2023, Algemeen Dagblad a publié une enquête révélant qu’en 2021, plusieurs mois après la scission, le FvD avait menacé Vlaardingerbroek et d'autres anciens membres d’amendes importantes pour violation présumée de la confidentialité du parti. Cependant, elle n'a jamais été officiellement poursuivie ni reconnue coupable de cette accusation, qu’elle a qualifiée de tentative d’intimidation pour la réduire au silence.
En novembre 2023, Vlaardingerbroek a déclaré qu'elle voterait pour le Parti pour la Liberté (PVV) lors des élections législatives néerlandaises de 2023.

### Complotisme
Elle mène plusieurs combats issus de la sphère complotiste, tel que la lutte contre la vaccination contre le covid et les mesures contre la propagation du Covid-19, mais aussi contre les prétendus mensonges concernant la crise de l'azote aux Pays-Bas ou les crèmes solaires qui seraient cancérigènes ou en faveur de la théorie du grand remplacement.
Le 1er janvier 2022, pendant la crise du Covid, elle intègre, avec plusieurs autres influenceurs polémistes, un cabinet d'avocats pour « défendre les droits de l'homme et engager des poursuites civiles » contre le gouvernement néerlandais. Son contrat est rompu quatre mois après. 
À la suite de l'invasion russe de l'Ukraine, le dirigeant du cabinet d'avocats, Bart Maes, annonce « en avoir marre des affaires autour du coronavirus » et se dit choqué par le soutien de ces influenceurs antivaccins, dont Eva Vlaardingerbroek, à Vladimir Poutine.
Début juillet 2022, Eva Vlaardingerbroek s'exprime sur la chaîne de télévision américaine Fox News lors d'une conversation avec Tucker Carlson sur la crise de l'azote aux Pays-Bas. Elle déclare qu'il s'agit d'une invention du gouvernement néerlandais, qui utilise la crise pour voler des terres aux agriculteurs afin de construire des maisons pour les immigrés. Selon elle, cela ferait partie du complot de la grande réinitialisation,.

## Vie privée

### Vie sentimentale
Eva Vlaardingerbroek est en couple avec l'homme politique et auteur français Julien Rochedy entre 2018 et 2020.
Lors de divisions internes au Forum pour la démocratie (FvD) en novembre 2020, qui voient notamment Eva Vlaardingerbroek s'opposer publiquement au chef du parti, Thierry Baudet, celui-ci affirme avoir vécu, plusieurs années auparavant, une histoire d'amour avec cette dernière. Elle confirme avoir accepté plusieurs rendez-vous romantiques de ce dernier à l'époque, mais indique que ceux-ci n'ont débouché sur aucune relation sérieuse. Pour elle, cette révélation ne sert qu'à la discréditer en faisant d'elle une « ex pleine de ressentiment ».
À la fin de l’année 2021, Dennis Prager, cofondateur de PragerU, a présenté Will Witt, ancien commentateur américain de PragerU, à Vlaardingerbroek. Dans une publication Instagram depuis supprimée, Witt a annoncé leurs fiançailles le 29 mars 2022. Les fiançailles ont ensuite été rompues à une date non précisée.
Le 13 juillet 2024, Eva Vlaardingerbroek épouse l'avocat et diplomate italien Francesco Gargallo di Castel Lentini, lors d’une cérémonie catholique, à l'église Saints-Michel-et-Magne de Rome. Le 11 octobre 2024, elle a annoncé être enceinte de leur premier enfant. En décembre 2024, le couple a accueilli leur fils.